# Peanuts
Pour les articles homonymes, voir Peanuts (homonymie).
Peanuts, aussi connu en version française sous les noms de Snoopy, Snoopy et les Peanuts, Snoopy et le petit monde des Peanuts ou Charlie Brown, est un comic strip (bande dessinée) écrit et dessiné quotidiennement, sans interruption et sans assistance, par l'Américain Charles M. Schulz (1922 - 2000) d'octobre 1950 jusqu'à sa mort, en février 2000. Il aura écrit au total 17 897 strips, dont 2 506 pages du dimanche.
Peanuts est une série de gags qui tournent autour de deux personnages centraux, un garçon maladroit, malchanceux et dépressif, Charlie Brown, et son chien, Snoopy. Le strip s'appuie sur le principe du running gag (comique de répétition) où les mêmes situations entre les personnages reviennent tout au long de la bande dessinée. De plus, chacun des personnages a ses particularités, ses obsessions et ses accessoires propres, qui reviennent chaque fois qu'ils apparaissent.
Peanuts a donné également naissance à des dessins animés, dont plusieurs ont reçu un Emmy Award, à des pièces de théâtre et à des comédies musicales.
Le comic a été, à partir des années 1960, un succès mondial, notamment aux États-Unis. La popularité du strip et le nombre colossal de licences pour des publicités ou produits dérivés ont fait de Charles M. Schulz une des célébrités les plus riches du monde.
À la mort de Schulz, le comic était publié dans plus de 2 600 journaux, dans 75 pays différents et dans 21 langues.

## Histoire

### Naissance

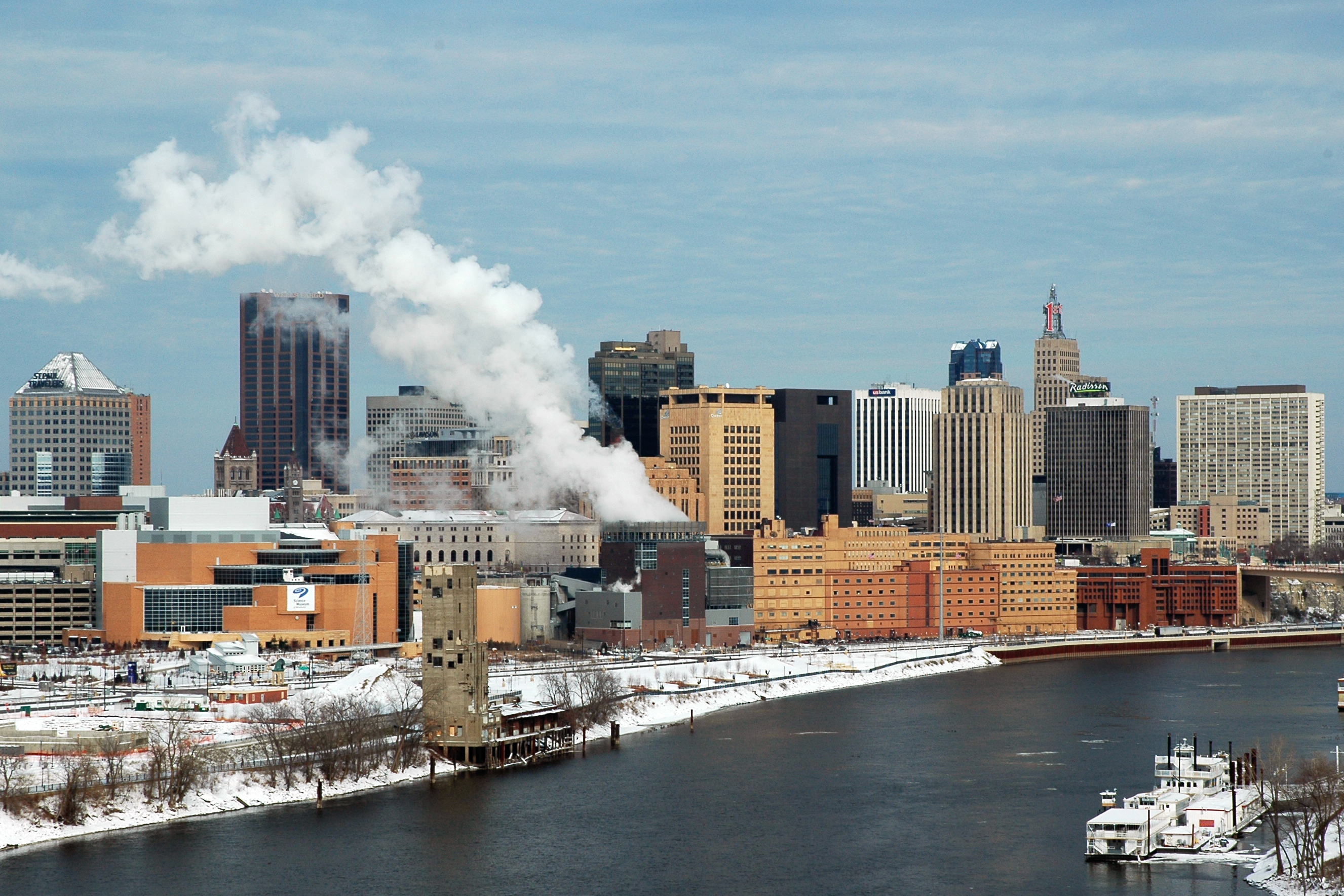
Saint Paul, Minnesota

À la fin de la Seconde Guerre mondiale, Schulz, dessinateur du Minnesota d'une vingtaine d'années, décide de vendre ses dessins pour divers magazines. Il postule avec succès à Timeless Topix, une maison d'édition catholique. De 1947 à 1950, il écrit sous le surnom de Sparky un strip humoristique hebdomadaire intitulé Li'l Folks, dans le journal local de sa ville natale, le Saint Paul Pioneer Press. Les protagonistes sont des enfants, on y reconnaît plusieurs personnages du futur Peanuts. Schulz, qui ne gagne que 10 $ par semaine, demande au bout de deux ans une augmentation et un meilleur emplacement du strip dans le journal. Le rédacteur refusant sa requête, il cesse alors de collaborer. Il vend également, ces mêmes années, 17 dessins au The Saturday Evening Post.

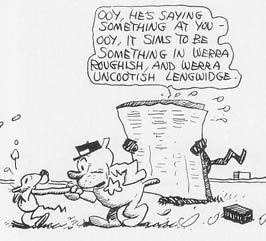
Krazy Kat, une des influences de Peanuts

Au printemps 1950, Schulz reçoit une lettre de United Feature Syndicate, qui se dit intéressé par son strip (Li'l Folks). Il part pour New York, en juin, pour leur proposer un nouveau strip, qui reprend quelques-uns des personnages de Li'l Folks. Le strip est vendu et le 2 octobre 1950 paraît dans sept quotidiens aux États-Unis (The Washington Post, The Chicago Tribune, The Minneapolis Tribune, The Allentown Call-Chronicle, The Bethlehem Globe-Times, The Denver Post et The Seattle Times) le premier comic, sous le nom de Peanuts. Schulz aurait à l'origine préféré le nom de Good Ol' Charlie Brown (« Bon vieux Charlie Brown ») mais United Feature qui gérait la diffusion nationale de la série insista pour que le nom de Peanuts (les cacahuètes en anglais, une expression qui désigne les enfants de petite taille mais peut également signifier un travail de peu de valeur comme en français) soit retenu - nom que détestait Schulz : « … le pire nom qu'on ait donné à une bande dessinée. C'est complètement ridicule, ça n'a aucun sens, ça ne fait qu'installer de la confusion et priver le strip de toute dignité - alors que je suis convaincu que mon humour est digne. […] Donner ce nom à un travail qui allait être celui d'une vie, c'était vraiment offensant », déclare-t-il dans une interview. Le premier mois, Schulz reçoit 90 $ de la part du syndicat.
Peanuts a été influencé par les comics que lisait Schulz, étant enfant et jeune adulte : Krazy Kat, Popeye, Skippy, Lil' Abner... Schulz explique plus tard : « après la Seconde Guerre mondiale, Krazy Kat est devenu mon héros. […] J'ai décidé de dessiner quelque chose qui aurait autant de sens et de subtilité que Krazy Kat »

### Débuts

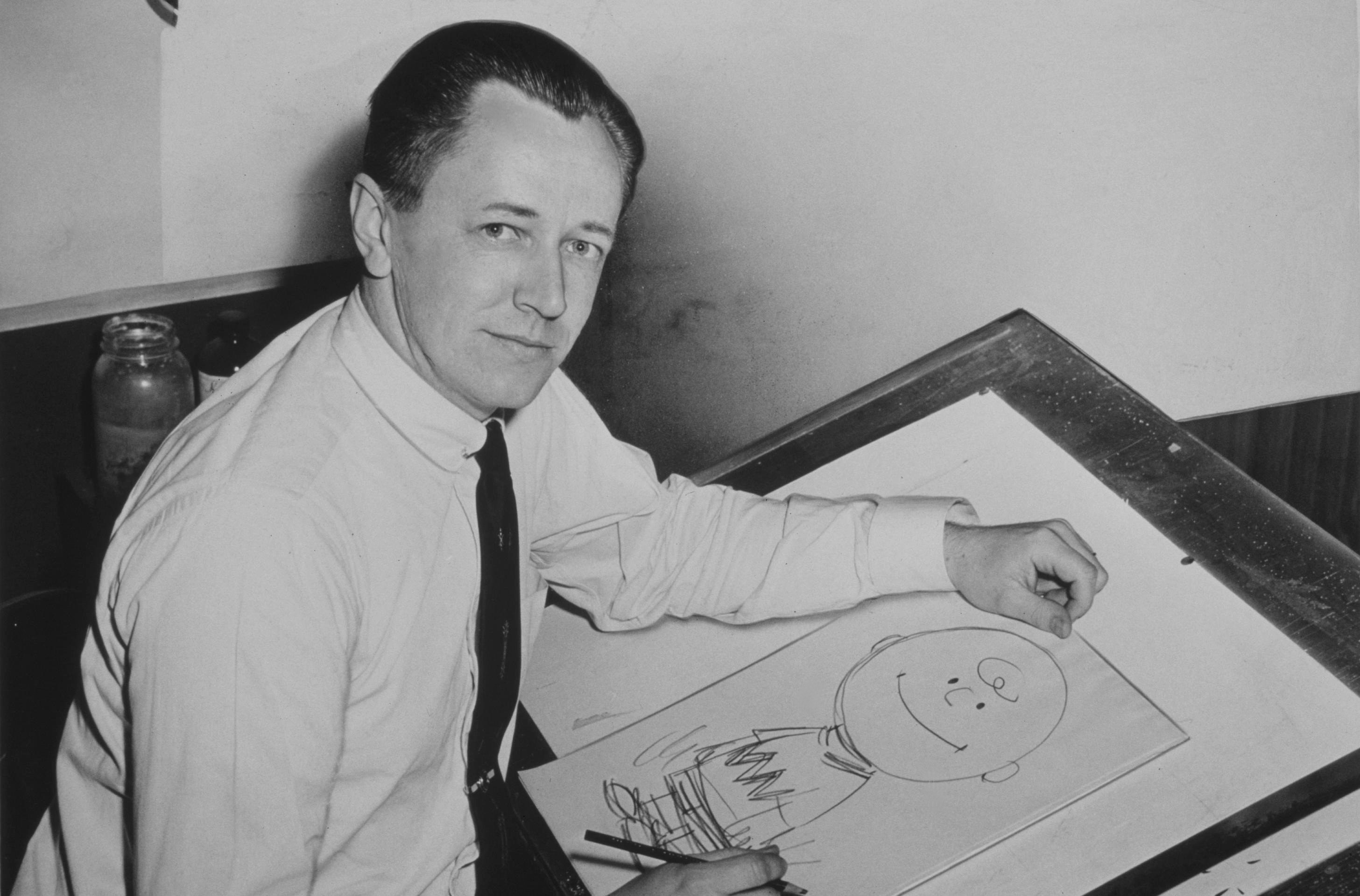
Charles M. Schulz en 1956, dessinant Charlie Brown.

Fin 1950, Charles M. Schulz attaque donc son comic strip. L'UFS le contraint à réduire ses strips à un petit format de quatre cases : « ...ils se sont décidés pour un seul strip tout en prenant la décision, fatale, d'un format peu encombrant. Je leur en ai toujours voulu. […] C'était reproduit en plus petit ; quatre cases qui pouvaient être disposées verticalement ou horizontalement, ou en carré, deux par deux. […] Ils m'ont fait comprendre qu'ils étaient plus ou moins à court de papier et que c'était mieux de poursuivre les économies d'espace », indique-t-il.
Il commence l'histoire le 2 octobre 1950,. avec deux garçons (Charlie Brown et Shermy) et une fille (Patty), et Snoopy qui apparaît dès le 4. Au départ, Charlie Brown est un personnage plutôt naïf et secondaire par rapport à ses deux aînés Shermy et Patty, et Snoopy est le chien de Patty. Charlie Brown acquiert fin décembre les dentelures noires de son tee-shirt qui ne le quitteront plus. Apparaîtront ensuite en 1951 Violette (7 février) et Schroeder (30 mai) qui découvre le piano très jeune (24 septembre), puis en 1952 Lucy et Linus. Il les dessine très simplement, une grosse tête ronde et un petit corps, avec des lignes uniques et épaisses (plume). La bouche et deux petits points pour les yeux suffisent pour composer leur expression. Snoopy, quant à lui, est encore un chien ordinaire, « il ne pensait pas. Il aboyait et galopait à quatre pattes. C'était un adorable petit chiot. Je ne sais pas comment il en est venu à marcher, à penser mais c'est certainement l'une des meilleures trouvailles. »
La première page dominicale des Peanuts apparaît le dimanche 6 janvier 1952, qui permet à Schulz d'avoir une moitié de page de journal pour dessiner son strip. Il en écrira au total 2 506, chaque dimanche. À ce moment, le strip est publié dans plus de 40 journaux américains. La même année, le premier livre de collection des Peanuts est édité.
Au fil des ans, Charles M. Schulz abandonne peu à peu Shermy, Patty et Violette. Au contraire, il donne beaucoup d'importance aux autres personnages. Charlie Brown devient le « loser », Schroeder le virtuose, Lucy la dominatrice... son petit frère Linus découvre sa couverture qu'il transporte constamment avec lui. Snoopy se met à penser, à marcher sur ses deux pattes arrière (1956), à faire des imitations et à dormir sur le toit de sa niche. Pour chacun d'entre eux, Schulz affine les caractères physionomiques et psychologiques.

### Succès
Peu à peu, Peanuts se fait connaître du grand public. En 1955, Kodak devient le premier commanditaire du comic, en utilisant les personnages dans un manuel d'appareil photographique et Charles M. Schulz reçoit le Reuben Awards (équivalent américain du Grand prix de la ville d'Angoulême) de la National Cartoonists Society.
En 1958, Schulz est nommé par l'Université Yale dessinateur de l'année (Cartoonist of the Year). La série sort alors dans 355 journaux aux États-Unis et dans 40 journaux à l'étranger. En 1960, Sally, la sœur cadette de Charlie Brown, rejoint le gang.
Au début des années 1960, Peanuts connaît un élan fulgurant et devient un véritable phénomène culturel. La National Cartoonists Society nomme les Peanuts meilleur strip humoristique de l'année en 1962 et remet à Schulz un second Reuben Awards, deux ans plus tard. Le 9 avril 1965, les Peanuts font la couverture de Time Magazine et celle du Life Magazine le 17 mars 1967. Pour la première fois, le marché de l'édition commence à vendre d'autres objets que des livres, les produits dérivés : des tasses, des bols, des figurines, des chaussettes, des pyjamas, des sweat-shirts, des peluches, etc. Peanuts devient une proie pour les publicités. Au sommet de sa popularité, le merchandising et le succès du comic strip donnent à Schulz une rémunération annuelle de plus de 30 millions de dollars
L'année 1965 marque également le premier television special des Peanuts, Joyeux Noël, Charlie Brown ! (A Charlie Brown Christmas), produit par Warner Bros et Bill Melendez. Ce dessin animé est diffusé le 9 décembre, avec plus de cinquante-cinq millions de téléspectateurs. Il remporte cette année-là un Peabody Award et un Emmy Award pour le outstanding children's programming (meilleur programme pour enfants). Une comédie musicale se joue également, You're a Good man Charlie Brown, donnée en première off-broadway le 7 mars 1967. Dans le comic, Peppermint Patty (1966), Woodstock (1967), Marcie et Franklin (1968) puis Rerun (1973) rejoignent le groupe.
Schulz traverse au même moment une période assez difficile. En 1966, son père Carl meurt et un incendie détruit son studio, à Sebastopol. En 1972, il divorce de Joyce Schulz ; il explique à des journalistes quelques mois après : « étrangement, j'ai dessiné de bien meilleurs strips ces six derniers mois - du moins, les meilleurs que je puisse dessiner. C'est à se demander comment fonctionne l'esprit humain ».
En France, les premiers journaux commencent à publier le comic : Spirou (1962 - sous forme de mini-récits, avec des commentaires dispensables et des erreurs, Lucy étant présentée comme la sœur de Charlie Brown), Chouchou (1965), Charlie Mensuel (1969) puis France-Soir.
En 1973, Schulz reçoit un second Emmy Awards pour son dixième TV special, A Charlie Brown Thanksgiving (en). En 1975, Peanuts fêtent leurs 25 ans en apparaissant dans plus de 1 400 journaux américains et dans environ 175 journaux étrangers, avec 90 000 000 de lecteurs. La même année, il gagne un troisième Emmy Award, avec le TV special You’re a Good Sport, Charlie Brown, un quatrième en 1980 avec Life Is a Circus, Charlie Brown et un Peabody Award en 1983 avec What Have We Learned, Charlie Brown?. Peanuts entre dans le Guinness Book of World Records en 1984 après avoir été vendu au 2000e journal. À partir du milieu des années 1980, Peanuts se voit concurrencé par d'autres comics strips très populaires, comme Calvin et Hobbes et Garfield.
En 1987, National Cartoonist Society remet à Schulz le Golden Brick Award. Environ 300 millions d'albums du comic ont alors été vendus. En 1990, à l'occasion du quarantième anniversaire des Peanuts, une grande exposition rétrospective est consacrée, au musée des arts décoratifs de Paris dans le palais du Louvre. Schulz s'y voit remettre la médaille du Commandeur des Arts et des Lettres, par Jack Lang, alors ministre de la culture.

### Fin
Alors qu'il vieillit, Charles M. Schulz résiste pour ne pas prendre de pause et continue à écrire quotidiennement. Il explique, alors qu'il a 65 ans : « … ces derniers temps, la plupart de mes amis partent à la retraite et je me demande si je n'ai pas gâché une vie. […] Il m'est arrivé des choses que je n'avais pas osé imaginer, et je mourrai donc heureux. Mais il y a toujours ce vaste monde dehors, dont je ne connais rien et je suis marié à une femme qui adore voyager, alors je me dis "mince, il y a peut-être autre chose". […] Comment savoir quand les artères se boucheront et exploseront, et que ce sera la fin ? Ai-je vraiment intérêt à rester assis là, à faire mon strip quotidien ? ».
En novembre 1999, juste avant ses 77 ans, Schulz est victime d'un infarctus et est conduit à l'hôpital. Les médecins lui découvrent un cancer du côlon qui s'est métastasé à l'estomac. Il subit une opération qui le débarrasse en partie des métastases. Mais il ne voit plus clair et a du mal à lire. Le 14 décembre 1999, il annonce qu'il se retire du dessin. Il déclare : « je ne pensais pas que cela pouvait m'arriver. J'ai toujours pensé rester dans la bande dessinée jusqu'à mes quatre-vingts ans environ. Mais soudain, tout a disparu. On m'a tout pris, ce n'est pas moi qui ai tout mis de côté. On m'a tout pris ». Le dernier strip quotidien est édité le 3 janvier 2000 (les strips écrits par Schulz étaient publiés quelques semaines après). Charles M. Schulz s'éteint 40 jours après, le 12 février 2000, dans son lit. Le lendemain est éditée la dernière page dominicale, où il fait ses adieux :
| « Dear friends I have been fortunate to draw Charlie Brown and his friends for almost 50 years. It has been the fulfillment of my childhood ambition. Unfortunately, I am no longer able to maintain the schedule demanded by a daily comic strip. My family does not wish Peanuts to be continued by anyone else, therefore I am announcing my retirement I have been grateful over the years for the loyalty of our editors and the wonderful support and love expressed to me by fans to the comic strip Charlie Brown, Snoopy, Linus, Lucy… How can I ever forget them ? » Charles M. Schulz |  | « Chers amis J'ai eu la chance de dessiner Charlie Brown et ses amis pendant près de 50 années. Cela a été le fruit de l'ambition de mon enfance. Malheureusement, je ne suis plus en mesure de continuer le travail demandé par un comic strip quotidien. Ma famille ne souhaite pas que Peanuts soit poursuivi par quelqu'un d'autre, par conséquent j'annonce ma retraite. Je suis très reconnaissant de la fidélité de nos éditeurs, du soutien merveilleux et de l'amour exprimé par les fans du comic strip, au cours de ces années. Charlie Brown, Snoopy, Linus, Lucy… Comment pourrais-je jamais les oublier ? » Charles M. Schulz |

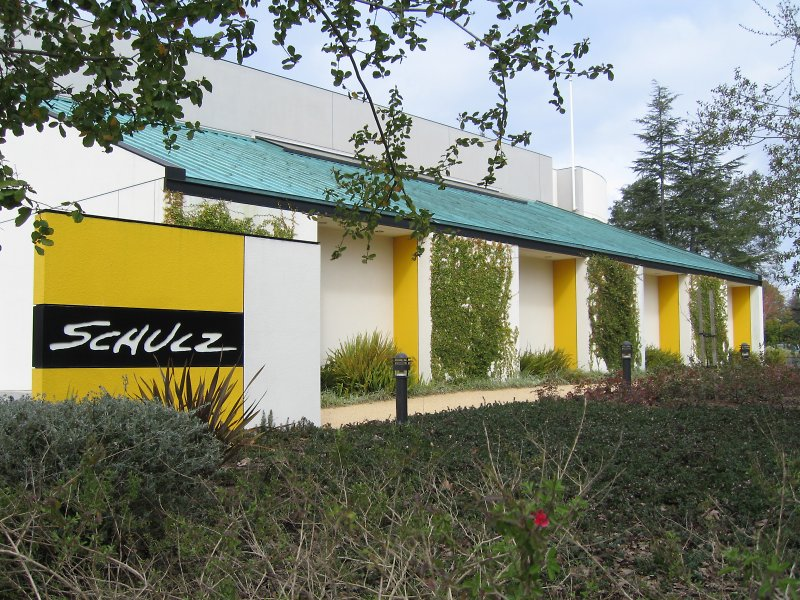
Charles M. Schulz Museum à Santa Rosa, en Californie

À sa mort, Peanuts était publié dans plus de 2 600 journaux dans le monde entier, 20 000 produits dérivés avaient été développés. Le comic apparaissait dans 75 pays, dans 21 langues.
Le 27 mai 2000, la National Cartoonist Society récompense Schulz d'un Lifetime Achievement award. Le 17 août 2002 s'ouvre le Charles M. Schulz Museum, en hommage à Schulz et aux Peanuts.
Peanuts sera considérée comme l'une des plus grandes bandes dessinées du XXe siècle et comme le comic strip le plus célèbre. Charlie Brown et Snoopy seront classés huitièmes des Top 50 Greatest Cartoon Characters of All-Time (classement des 50 plus grand personnages de tous les temps) par TV Guide. Le Forbes magazine placera Schulz troisième dans leur classement Top Earning Dead Celebrities (Classement des revenus les plus importants des célébrités décédées), après Kurt Cobain et Elvis Presley, avec un revenu annuel de 35 millions de dollars. Au total, Peanuts aura fait 1,2 milliard dollars de ventes dont 350 millions aux États-Unis.
Des nouveaux TV specials ont été créés après la mort de Schulz, mais toujours sur la base d'anciens comics.
Le 27 avril 2010, l'éditeur E.W. Scripps qui gérait depuis soixante ans les droits de l'œuvre de Charles Schulz a vendu les droits associés à Snoopy, Charlie Brown et aux autres personnages des Peanuts à la société Iconix Brand Group pour la somme de 175 millions de dollars. La famille de Charles Schulz devient par ailleurs actionnaire d'Iconix à hauteur de 20 %.

## Personnages
Peanuts est un des premiers comics strips à avoir inséré plus de deux ou trois personnages. Les Peanuts sont un groupe d'enfants qui jettent sur le monde un regard contemplatif, à la fois enfantin et adulte. Ils ont chacun leurs particularités et leurs habitudes. Ils agissent cyniquement avec sadisme : Umberto Eco dira dans La vie est un rêve, Charlie Brown (Rivages), « ces enfants nous affectent parce qu'ils sont des monstres. Ils sont les réductions monstrueuses et infantiles de toutes les névroses des citoyens modernes de la civilisation industrielle ». Il ajoutera « l'univers de Peanuts est un microcosme, une petite comédie humaine pour le lecteur candide comme lettré ».
Schulz dessine les enfants avec un graphisme minimaliste et des traits épais. Ils sont remarquables grâce à leurs grosses têtes rondes. Schulz n'a de plus jamais dessiné d'adultes dans Peanuts, et quand ces derniers sont présents, ils sont toujours hors-champ et leur présence est suggérée par les réponses des personnages à leurs questions, qui sont elles-mêmes éludées. Il a toujours dessiné les personnages au même niveau : « Je préférais dessiner mes personnages du même point de vue tout au long du strip car les idées fonctionnaient dans la brièveté et je ne voulais pas interrompre le flot de ce qui se disait ou faisait. Voilà pourquoi il n'y avait pas de place pour les adultes. ». Schulz a cependant dessiné une foule d'adultes assez vague, en 1954, pendant un tournoi de golf auquel participait Lucy et, si des voix de parents se font parfois entendre dans les premiers strips, elles ne tardent pas à complètement disparaître.
Le comic strip commence avec un petit groupe d'enfants aux personnalités très simples : Charlie Brown et son chien, Snoopy, puis Shermy, Patty et Violette, qui seront vite délaissés. Peu à peu, Schulz se concentre sur Charlie Brown, un petit garçon qui rate généralement tout ce qu'il entreprend mais doté d'une rare opiniâtreté : continuant à jouer au baseball bien que son équipe ne gagne pas un match, s'obstinant à vouloir faire voler un cerf-volant qui ne décolle pas... Schulz enrichit rapidement le petit monde de Charlie du pianiste Schroeder (1951) puis de Lucy et de son frère Linus (1952)... Ils entrent dans la bande dessinée en étant tout petit. Lucy n'arrive pas à compter, Schroeder ne sait pas parler (alors qu'il devient un virtuose de son piano-jouet) et Linus ne peut pas tenir debout. Ils grandissent ensuite un temps, après quoi leur âge se fige. En 1954, deux nouveaux personnages apparaissent, Charlotte Braun (personnage mineur) et Pigpen.
Dans les années 1960, la bande dessinée évolue dans deux directions.
D'une part, Snoopy évolue très vite et devient un personnage très important. Son comportement devient peu à peu humain. Beaucoup de strips tournent alors autour de la vie fantaisiste et/ou imaginaire du chien - épisodes durant lesquels il peut être un héros de la Première Guerre mondiale, une star du hockey sur glace, un astronaute, un serpent, une chauve-souris... pour le plus grand amusement (et étonnement) des enfants de la série qui se prêtent parfois complètement à la douce folie de Snoopy.
Parallèlement, Schulz introduit beaucoup de nuances dans le caractère des enfants, substituant à d'anonymes voisins des personnages au caractère beaucoup plus trempé.
Il intègre de nouveaux personnages très importants : Sally Brown en 1960, Frieda en 1961, Peppermint Patty en 1966, Woodstock en 1967, Marcie et Franklin en 1968 et enfin Rerun en 1973.

### Charlie Brown
Charlie Brown est, avec Snoopy, son chien, le personnage principal. Ils sont les deux seuls personnages à apparaître dans le comic du début à la fin. Son père est coiffeur, il a une sœur : Sally Brown.
C'est un petit garçon malchanceux, maladroit et déprimé. Il joue le rôle du loser de la série et rate tout ce qu'il entreprend : il n'arrive pas à faire décoller son cerf-volant, n'arrive pas à jouer au baseball, n'a aucun succès auprès des filles (dont la jolie « petite fille rousse ») et perd 10 000 fois consécutives contre Lucy aux dames. Malgré cela, il s'obstine toujours à faire ce qu'il désire.

### Snoopy

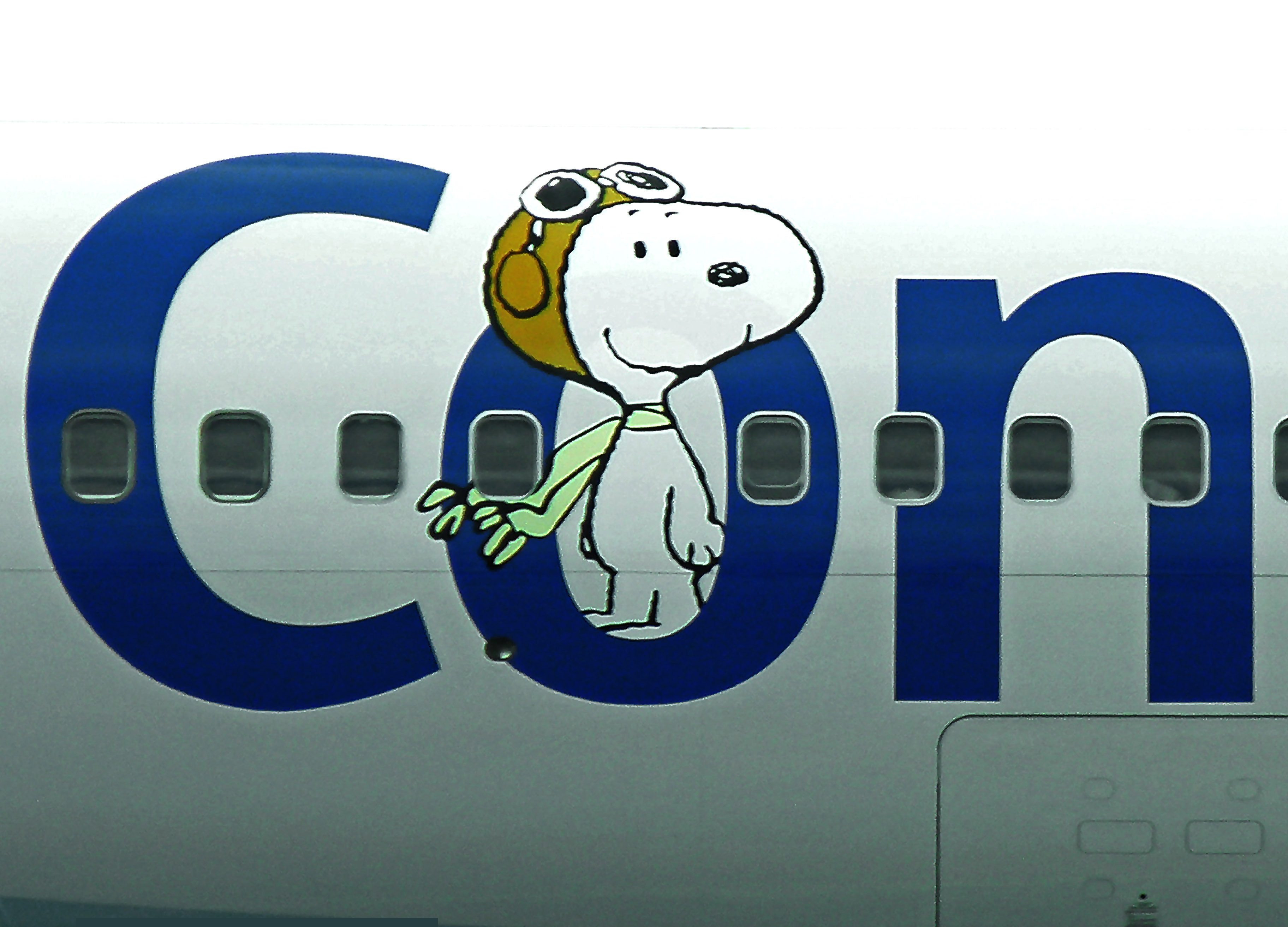
Boeing 767 décoré de Snoopy en aviateur.

Snoopy est le chien de race beagle de Charlie Brown et est, avec lui, le personnage central des Peanuts. Au fur et à mesure du comic, son comportement devient « humain » : il se met à marcher sur ses deux pattes, à penser et à philosopher.
Il a des habitudes plutôt extravagantes, comme celle de dormir sur le toit de sa niche et vit dans un monde fantaisiste, se prenant pour un astronaute (le premier beagle à avoir marché sur la Lune, avant même la mission Apollo 10, laquelle adoptera les noms de Charlie Brown, pour le module de commande et de Snoopy, pour le module lunaire), un aviateur de la Première Guerre mondiale, perpétuellement aux prises avec l'as allemand des airs Manfred von Richthofen, le Baron Rouge, le joueur de billard Eddie Vite-fait du film L'Arnaqueur, le légionnaire Beau Geste, un célèbre écrivain, un grand joueur de hockey, un joueur de tennis, un scout, etc.
Il a de nombreux frères et sœurs, dont Spike, Andy, Olaf et Tupfen. Son meilleur ami est Woodstock, un petit oiseau jaune contraint, à l'occasion, de lui servir de secrétaire.

### Autres
Lucy van Pelt
Elle est la grande sœur de Linus et Rerun. Elle apparaît la première fois le 3 mars 1952, alors qu'elle est toute petite.
Elle prend vite le rôle d'enquiquineuse dominatrice dans le comic, notamment avec un comportement cynique et très autoritaire. Elle tombe par ailleurs amoureuse de Schroeder et fait tout pour qu'il la remarque.
À l'occasion, Lucy se prétend psychiatre et offre des consultations pour cinq cents, en particulier à Charlie Brown.
Linus van Pelt
Linus apparaît dans Peanuts tout petit bébé, le 19 septembre 1952 : la même année que sa grande sœur Lucy, qui le martyrisera pendant les 47 années suivantes… Linus aura un petit frère, Rerun.
Linus est un personnage primordial du comic, il est le meilleur ami de Charlie Brown. Il a une personnalité très paradoxale. Tandis qu'il suce son pouce et ne peut pas se séparer de son doudou, sa « couverture de sécurité » (« security blanket » en anglais), il est l'intellectuel et le philosophe de la troupe. Linus a également une passion pour les armes.
Schroeder
Il est un des pionniers des Peanuts, il entre dans le comic le 30 mai 1951. Alors qu'il est encore tout petit, il se découvre une passion pour le piano et Ludwig van Beethoven. Il devient un virtuose du piano-jouet, objet dont il ne peut plus se détacher. Il s'emporte facilement quand on l'énerve pendant qu'il joue. Tout à sa passion, il ne remarque quasiment jamais Lucy (que, parfois, il éconduit violemment), qui, morte d'amour (seul défaut de sa cuirasse), l'observe constamment. 
C'est un ami proche de Charlie Brown et il est membre de son équipe de baseball.
Sally Brown
Elle est la sœur cadette de Charlie Brown. Si elle estime son grand-frère, elle n'en demeure pas moins extrêmement consciente de ses faiblesses. Petite fille vive et intelligente, amoureuse de Linus (son « gentil papou »), sa seule véritable angoisse, à l'instar de Peppermint Patty, est l'école.
Rerun Van Pelt
Rerun est le petit frère de Linus et Lucy. Il aimerait bien avoir un chien tout comme Charlie Brown. Dans certaines éditions, on l'appelle Bibis.
Marcie Johnson
Marcie est l'intellectuelle de la bande. Secrètement amoureuse de Charlie Brown (qu'elle appelle Charles), elle est néanmoins inséparable de Peppermint Patty (qu'elle appelle «Chef» («Sir» dans la version originale)) dont les aptitudes sportives exercent sur elle une réelle fascination.
Peppermint Patty
Peppermint Patty ou pastille de menthe dans certaines éditions françaises, de son vrai nom Patricia Reichardt, est apparue dans le comic le 22 août 1966. Sportive, incapable de se concentrer en classe, elle est sans doute celle qui adhère le plus complaisamment aux « délires » de Snoopy (qu'elle prend volontiers pour un petit garçon).
Franklin
Franklin a rencontré Charlie Brown à la plage le 31 juillet 1968 en redonnant à Charlie Brown sa balle que sa sœur Sally avait lancée dans la mer, ils discuteront de leur famille et feront un château de sable. Franklin est réfléchi et intelligent, il a une passion pour le hockey sur glace et fait partie de l'équipe de baseball de Peppermint Patty.
Pig-Pen
Toujours crasseux, Pig-Pen (parfois appelé «Cracra») attire la fureur de Patty et Violette. Il est fier de lui et ne semble pas être atteint par les insultes et remarques des autres.
Violette
Violette (appelé «Violet» en anglais) a tendance à être une fille snob et à se penser supérieure aux autres. Elle apparaît souvent en duo avec Patty, sa meilleure amie, avec qui elle passe son temps à se moquer de Charlie Brown, et à l'exclure socialement. Son nom de famille est Gray.
Il existe aussi d'autres personnages comme : Patty, Shermy, Frieda...
Woodstock
Woodstock est un petit oiseau jaune, ami de Snoopy. Les phylactères de Woodstock sont indéchiffrables, sauf pour Snoopy qui sert ainsi de traducteur au lecteur. Apparu pour la première fois dans la bande dessinée du 4 avril 1967, il n'est nommé une première fois que le 22 juin 1970. Il tient son nom du Festival de Woodstock de 1969.

## Productions

### Livres
Peanuts est apparu dans beaucoup de livres au cours des années. La plupart des collections classent les strips par sujets thématiques (« Snoopy connait la musique » par exemple), d'autres les représentent chronologiquement. Certains ont été adaptés à partir de TV specials.
Les livres sont souvent nommés Snoopy ou Charlie Brown et non Peanuts, Schulz détestant ce nom.
En langue française, les recueils ont été publiés par Dargaud (depuis 1979), Dupuis (1965), Hachette (1974 - 1987), Gallimard (1974 - 1977), Sagédition (1976) et à partir de 2002 par Rivages. Holt-Rinehart and Winston pour les Québécois (depuis 1969).
Charles Schulz ne tenait pas à publier les premiers strips des Peanuts, car il pensait que les personnages ne reflétaient alors pas les caractères qu'il a par la suite développés. Cependant, il a commencé en 1997 à avoir des entretiens avec Fantagraphics Books pour éditer intégralement les quelque 18 000 strips du comic, édités chronologiquement sous la forme de livres. Le premier volume de la collection, Snoopy et les Peanuts 1950-1952 a été édité en avril 2004 aux États-Unis et en novembre 2005 en France (chez Dargaud). Le livre a été nommé au Prix du patrimoine au festival d'Angoulême en 2006. Le 25e et dernier tome devrait sortir en 2016, si le rythme de deux volumes par an se maintient.
Chacun de ces livres contient des informations complémentaires à propos de Charles M. Schulz et Peanuts puis une courte préface (ou postface) écrite par un célèbre fan (Matt Groening ou F'murr par exemple) ou connaisseur des Peanuts.
Tous les strips, y compris ceux du dimanche, sont en noir et blanc.

#### Version française

##### Dargaud
1. Reviens, Snoopy. Dargaud, 03/1982, 46 p.  (ISBN 2-205-02190-7). Rééd. 03/2008, 48 p.  (ISBN 978-2-205-06108-6)
2. Incroyable Snoopy. Dargaud, 09/1982, 46 p.  (ISBN 2-205-02344-6). Rééd. 08/2008, 46 p.  (ISBN 978-2-205-06109-3)
3. Intrépide Snoopy. Dargaud, 01/1983, 46 p.  (ISBN 2-205-02402-7). Rééd. 09/2008, 46 p.  (ISBN 978-2-205-06155-0)
4. Imbattable Snoopy. Dargaud, 11/1983, 46 p.  (ISBN 2-205-02499-X). Rééd. 02/2009, 46 p.  (ISBN 978-2-205-06213-7)

##### Pocket BD
1. Reviens, Snoopy. Pocket BD, 01/1988, 124 p.  (ISBN 2-266-02220-2)
2. Incroyable Snoopy. Pocket BD, 09/1989, 114 p.  (ISBN 2-266-03103-1)
3. Imbattable Snoopy. Pocket BD, 02/1990, 118 p.  (ISBN 2-266-03551-7)

##### Rivages Poche Petite Bibliothèque
1. La vie est un rêve, Charlie Brown. Rivages poche, no 368, 01/2002, 128 p.  (ISBN 2-7436-0920-6). Rééd. 11/2017  (ISBN 978-2-7436-4135-1)
2. Lucy psychiatre. Rivages poche, no 369, 01/2002, 144 p.  (ISBN 2-7436-0921-4). Rééd. 11/2017  (ISBN 978-2-7436-4140-5)
3. Courage, Charlie Brown. Rivages poche, no 402, 10/2002, 160 p.  (ISBN 2-7436-1033-6). Rééd. 11/2019  (ISBN 978-2-7436-4883-1)
4. Il est temps de changer, Charlie Brown. Rivages poche, no 403, 10/2002, 128 p.  (ISBN 2-7436-1034-4). Rééd. 11/2019  (ISBN 978-2-7436-4886-2)
5. Il était une fois, Charlie Brown. Rivages poche, no 430, 05/2003,  (ISBN 2743611162)
6. On va y arriver, Charlie Brown. Rivages poche, no 431, 10/2003, 108 p.  (ISBN 2-7436-1117-0). Rééd. 11/2018  (ISBN 978-2-7436-4537-3)
7. Peanuts. Rivages poche, no 446, 09/2003, 240 p.  (ISBN 2-7436-1148-0). Rééd. 11/2017  (ISBN 978-2-7436-4144-3)
8. C'est la vie, Charlie Brown. Rivages poche, no 471, 04/2004, 144 p.  (ISBN 2-7436-1252-5). Rééd. 11/2019  (ISBN 978-2-7436-4882-4)
9. Sauve qui peut, Charlie Brown. Rivages poche, no 472, 04/2004, 118 p.  (ISBN 2743612533)
10. Il ne faut pas faire ça, Charlie Brown. Rivages poche, no 484, 10/2004, 96 p.  (ISBN 2743613289)
11. Par une nuit noire et orageuse.... Rivages poche, 10/2004, 162 p.  (ISBN 2743613297)
12. Te voilà, Charlie Brown. Rivages poche, no 505, 04/2005, 112 p.  (ISBN 2-7436-1420-X)
13. Les amours des Peanuts. Rivages poche, no 506, 04/2005, 96 p.  (ISBN 2743614226). Rééd. 11/2018  (ISBN 978-2-7436-4538-0)
14. As-tu jamais pensé que tu pouvais avoir tort. Rivages poche, no 524, 12/2005, 72 p.  (ISBN 2743614862)
15. Envole toi, Charlie Brown. Rivages poche, no 525, 12/2005, 122 p.  (ISBN 2743614870)
16. Fais face Charlie Brown. Rivages poche, no 550, 10/2006, 117 p.  (ISBN 2743615885)
17. Miaou !. Rivages poche, no 575, 04/2007, 76 p.  (ISBN 9782743616854)
18. Une vie de chien. Rivages poche, no 590, 10/2007, 118 p.  (ISBN 9782743617400)
19. Le Doudou de Linus. Rivages poche, no 614, 04/2008, 117 p.  (ISBN 9782743618315)
20. Sally à l'école. Rivages poche, no 652, 05/2009, 109 p.  (ISBN 978-2-7436-1977-0)
21. Super Snoopy. Rivages poche, no 678, 04/2010, 192 p.  (ISBN 978-2-7436-2096-7). Rééd. 11/2018  (ISBN 978-2-7436-4530-4)
22. Play it again, Schroeder !. Rivages poche, 11/2010, 203 p.  (ISBN 9782743621636)

### Animations
En plus des journaux et des nombreux livres, les personnages de Peanuts sont apparus de nombreuses fois sous la forme animée. Ceci commence en 1961 pour une série de spots publicitaires télévisés pour le modèle de voiture Ford Falcon. La publicité est animée par Bill Melendez, qui devient un ami de Schulz.
En 1963, le producteur Lee Mendelson décide de faire un documentaire animé appelé A Boy Named Charlie Brown (Un petit garçon appelé Charlie Brown) avec Schulz et Melendez. Ils produisent tous les trois le premier TV special de Peanuts en 1965, A Charlie Brown Christmas, qui remporte un Emmy Award et un Peabody Award.
Le TV special récolte un grand succès et donne suite au cours des années à une quarantaine d'autres TV specials.
Aux États-Unis, les TV specials sont diffusés sur le réseau ABC. En France, les animations des Peanuts sont gérées par Citel Video.
Une nouvelle série d'animation nommée Peanuts, produit par le studio français Normaal Animation basé à Angoulême a produit 500 épisodes de 1 minute 30 chacun qui sont diffusés sur France 3 dans la case-horaire Ludo du 9 novembre 2014 jusqu'en 2016[réf. souhaitée].
C'est une adaptation pure et dure de certains strips de Schulz, le graphisme et les dessins ont été repris des traits et dessins originaux de Schulz.
Un film d'animation en 3D nommé Snoopy et les Peanuts, le film célébrant les 65 ans de la franchise, est sorti en décembre 2015, produit par la 20th Century Fox et Blue Sky Studios, et réalisé par Steve Martino.

#### Liste destelevision specials
| Titre français                                                                                                  | Titre original                                | Année |
| --- | --------------------------------------------- | ----- |
| Joyeux Noël, Charlie Brown !                                                                                    | A Charlie Brown Christmas                     | 1965  |
| Au jeu, Charlie Brown !                                                                                         | Charlie Brown's All-Stars                     | 1965  |
| C'est la grosse citrouille, Charlie Brown                                                                       | It's the Great Pumpkin, Charlie Brown         | 1966  |
| Charlie Brown est amoureux                                                                                      | You're in Love, Charlie Brown                 | 1967  |
| C'est ton chien, Charlie Brown !                                                                                | He's Your Dog, Charlie Brown                  | 1968  |
| Finies les vacances                                                                                             | It Was a Short Summer, Charlie Brown          | 1969  |
| Musique, Maestro                                                                                                | Play It Again, Charlie Brown                  | 1971  |
| Tu as perdu les élections, Charlie Brown                                                                        | You're Not Elected, Charlie Brown             | 1972  |
| Le temps d'aimer                                                                                                | There's No Time for Love, Charlie Brown       | 1973  |
| Joyeux Thanksgiving !                                                                                           | A Charlie Brown Thanksgiving                  | 1973  |
| Snoopy enquête                                                                                                  | It's a Mystery, Charlie Brown                 | 1974  |
| Joyeuses Pâques, Charlie Brown                                                                                  | It's the Easter Beagle, Charlie Brown         | 1974  |
| À chacun son valentin Joyeuse Saint-Valentin, Charlie Brown !, C’est la Saint-Valentin, Charlie Brown, (Québec) | Be My Valentine, Charlie Brown                | 1975  |
| Ça, c'est du sport                                                                                              | You're a Good Sport, Charlie Brown            | 1975  |
| La journée des arbres                                                                                           | It's Arbor Day, Charlie Brown                 | 1976  |
| Du football au bal                                                                                              | It's Your First Kiss, Charlie Brown           | 1977  |
| Quel cauchemar                                                                                                  | What a Nightmare, Charlie Brown!              | 1978  |
| L'étoile du stade                                                                                               | You're the Greatest, Charlie Brown            | 1978  |
| La fée des glaces                                                                                               | She's a Good Skate, Charlie Brown             | 1980  |
| Snoopy au cirque                                                                                                | Life Is a Circus, Charlie Brown               | 1980  |
| Snoopy le magicien                                                                                              | It's Magic, Charlie Brown                     | 1980  |
| Le coup de foudre                                                                                               | Someday You'll Find Her, Charlie Brown        | 1981  |
| | A Charlie Brown Celebration                   | 1982  |
| Ce n'est qu'un au revoir                                                                                        | Is This Goodbye, Charlie Brown?               | 1983  |
| | It's an Adventure, Charlie Brown              | 1983  |
| | What Have We Learned, Charlie Brown?          | 1983  |
| Flashbeagle | It's Flashbeagle, Charlie Brown               | 1984  |
| Snoopy se marie                                                                                                 | Snoopy's Getting Married, Charlie Brown       | 1985  |
| | You're a Good Man, Charlie Brown              | 1985  |
| Bonne année Charlie Brown                                                                                       | Happy New Year, Charlie Brown!                | 1986  |
| | Snoopy!!! The Musical                         | 1988  |
| | It's the Girl in the Red Truck, Charlie Brown | 1988  |
| Pourquoi, Charlie Brown, pourquoi ?                                                                             | Why, Charlie Brown, Why?                      | 1990  |
| Snoopy et sa famille                                                                                            | Snoopy's Reunion                              | 1991  |
| | It's Spring Training, Charlie Brown           | 1992  |
| | It's Christmastime Again, Charlie Brown       | 1993  |
| | You're in the Super Bowl, Charlie Brown       | 1993  |
| | It Was My Best Birthday Ever, Charlie Brown   | 1997  |
| | It's the Pied Piper, Charlie Brown            | 2000  |
| | A Charlie Brown Valentine                     | 2002  |
| | Charlie Brown's Christmas Tales               | 2002  |
| | Lucy Must Be Traded, Charlie Brown            | 2003  |
| | I Want a Dog for Christmas, Charlie Brown     | 2006  |
| | Happiness Is a Warm Blanket, Charlie Brown    | 2011  |
| Snoopy présente : Le nouvel an de Lucy                                                                          | Snoopy Presents: For Auld Lang Syne           | 2021  |
| À venir |                                               |       |
| | It's the Small Things, Charlie Brown          | 2022  |
| | To Mom (and Dad), With Love                   | 2022  |

#### Liste des films d'animation
| Titre français                       | Titre original                                    | Année |
| ------------------------------------ | ------------------------------------------------- | ----- |
| Un petit garçon appelé Charlie Brown | A Boy Named Charlie Brown                         | 1969  |
|                                      | Snoopy, Come Home                                 | 1972  |
| C'est ta course, Charlie Brown       | Race for Your Life, Charlie Brown                 | 1977  |
| Bon voyage, Charlie Brown            | Bon Voyage, Charlie Brown (and Don't Come Back!!) | 1980  |
| Snoopy et les Peanuts, le film       | The Peanuts Movie                                 | 2015  |

#### Séries télévisées
- Les Aventures de Charlie Brown et de Snoopy (1983-1985)
- This Is America, Charlie Brown (1988-1989)
- Peanuts (en) (2014-2016)
- Snoopy dans l'espace (2019-en cours[45])
- Le Snoopy Show (2021-en cours)

### Théâtre
- Peanuts de Fausto Paravidino (2002)

### Publicité et produits dérivés
Au fil des années, les personnages des Peanuts sont apparus dans de nombreuses publicités : des pâtisseries Dolly Madison, des restaurants Friendly's, des root beer A&W, des céréales Cheerios, des aspirateurs Regina, des appareils photo Kodak, des voitures Ford, des magasins Carrefour, les casquettes de la marque New Era cap dans une édition "Vintage Snoopy", etc.
Plusieurs grandes sociétés de jouets, comme Hasbro, ont signé des accords avec United Media pour produire des jeux inspirés des personnages du comic.
1,5 milliard de cartes Peanuts Hallmark ont été vendues depuis 1960.
17 millions de livres de coloriages et d'activités pour enfants ont été vendus (éditions Paradise Press)
La compagnie Lacoste sort, à l'occasion des 60 ans de Peanuts, une édition limitée de 4 polos à l'effigie des personnages de la bande dessinée.